# Rhodoleptus nigripennis
Rhodoleptus nigripennis är en skalbaggsart som beskrevs av Giesbert 1993. Rhodoleptus nigripennis ingår i släktet Rhodoleptus och familjen långhorningar.
Artens utbredningsområde är Guatemala. Inga underarter finns listade i Catalogue of Life.